# Chaetomium spirale
Chaetomium spirale är en svampart som beskrevs av Zopf 1881. Chaetomium spirale ingår i släktet Chaetomium och familjen Chaetomiaceae.   Inga underarter finns listade i Catalogue of Life.